# 当彩活佛
当彩活佛（藏語：སྟག་འཚེར，威利转写：stag vtsher，意为“虎啸”），是青海塔尔寺的活佛之一，同时是夏宗寺的寺主活佛。至今为止已转六世。其中，六世当彩活佛为第十四世达赖喇嘛之长兄。

## 历世当彩活佛
| 世代   | 生卒年         | 中文姓名         |
| ------ | -------------- | ---------------- |
| 第一世 |                | 罗桑多杰         |
| 第二世 | 1706年－？     | 益希噶桑         |
| 第三世 |                | 罗桑克珠尼玛     |
| 第四世 |                | 罗桑达吉         |
| 第五世 | 1856年－？     | 罗桑崔臣晋美嘉措 |
| 第六世 | 1922年－2008年 | 土登晉美諾布     |